# الدوري التركي الممتاز 2018–19
الدوري التركي الممتاز 2018-19 (بالتركية: 2018-19 Süper Lig)‏ هو الموسم 61 من  الدوري التركي الممتاز. أقيم خلال الفترة 10 أغسطس 2018 وحتى 26 مايو 2019، وكان عدد الأندية المشاركة فيه  18، وفاز فيه غلطة سراي.